# Himen imperforat
Un himen imperforat és un trastorn congènit on un himen sense una obertura obstrueix completament la vagina. La perforació de l'himen succeeix durant el desenvolupament fetal. Es diagnostica amb més freqüència a les noies adolescents quan la sang menstrual s'acumula a la vagina i de vegades també a l'úter. Es tracta per incisió quirúrgica de l'himen (himenotomia).